# Ruud Verkuijlen
Rudolf (Ruud) Verkuijlen (Amsterdam, 13 oktober 1960) is een Nederlands VVD-politicus, politiecommissaris en ambtenaar. Hij is sinds 14 mei 2025 Tweede Kamerlid, na dit tussen 2021 en 2023 al te zijn geweest. Hij werkte voorheen voor de Nationale Politie, en hij was van 2014 tot 2021 lid van de Hilversumse gemeenteraad.

## Jeugd en politiecarrière
Verkuijlen werd in 1960 in Amsterdam geboren en groeide op in het stadsdeel West. Zijn vader was directeur van een handelsorganisatie. Verkuijlen begon in 1986 voor de politie te werken als agent bij het politiebureau aan de Lijnbaansgracht en hij werd uiteindelijk gepromoot tot hoofdinspecteur. Hij verliet de Amsterdamse politie in 2005 om bij het ministerie van Binnenlandse Zaken en Koninkrijksrelaties te werken als hoofd diensten en contracten voor C2000, het communicatiesysteem van Nederlandse hulpdiensten. Drie jaar later begon hij leiden te geven aan de afdeling politieprofessie van het Nederlands Politie Instituut in Zeist. Hij volgde een executive master politiemanagement aan de Nederlandse School voor Openbaar Bestuur vanaf 2009 en was projectmanager geweld tegen de politie en publieke services bij het ministerie van Binnenlandse Zaken en Koninkrijksrelaties tussen 2010 en 2012. In dat laatste jaar begon Verkuijlen te werken als hoofd onderzoek en ontwikkeling bij de Nationale Politie. Hij bleef in die functie totdat hij in 2016 programmamanager Geweld Tegen Politie Ambtenaren (GTPA) en nieuwjaarscoördinator werd.
Hij reageerde teleurgesteld toen het kabinet-Rutte III in 2018 bekendmaakte dat het tegen een verbod op knalvuurwerk en vuurpijlen rond de jaarwisseling was. Volgens Verkuijlen zou het een groot deel van de agressie en het geweld tegen de politie in die periode oplossen. Daarnaast gaf hij aan geen noodzaak te zien in een totaalverbod op consumentenvuurwerk. Verkuijlen riep later burgemeesters op om mensen die eerder met illegaal vuurwerk gepakt waren te verplichten zich op oudejaarsavond bij het politiebureau te melden om zo onrust te voorkomen. Een jaar later, toen bekend werd dat het aantal meldingen van geweld tegen politieagenten was gestegen, zei Verkuijlen te denken dat de samenleving een gedragsprobleem had en dat mensen kortere lontjes hadden gekregen. Hij riep ook op tot extra wetgeving tegen doxing vanwege het gevaar daarvan voor agenten.

## Politiek

### Gemeenteraad Hilversum
Verkuijlen werd in 2014 tot Hilversums gemeenteraadslid verkozen als de vierde kandidaat van de VVD. Zijn focus lag op veiligheid en hij promootte het gebruik van WhatsAppgroepen voor buurten om misdaden te voorkomen en op te lossen. Ook was hij tegenstander van een plan van de gemeente om mee te doen aan een proef met legale wietteelt. Volgens hem zou het geen einde brengen aan de illegale teelt vanwege exportmogelijkheden. Verkuijlen werd in november 2017 voorzitter van het thematische netwerk Veiligheid en Justitie van de VVD en hij werd in 2018 als raadslid herkozen, wederom als nummer vier op de kandidatenlijst. In 2010 werd hij een van de drie plaatsvervangende voorzitters van de raad. Verkuijlen riep vanuit zijn politieke positie de Hilversumse horeca op om een zwarte lijst bij te houden met aanranders.

### Tweede Kamer
Hij deed mee aan de Tweede Kamerverkiezingen in maart 2021 als 39e kandidaat van de VVD en ontving 547 voorkeurstemmen. Hij werd niet verkozen, omdat zijn partij 34 zetels won. Later dat jaar werd Verkuijlen tot tijdelijk Kamerlid benoemd vanwege een openstaande vacature en hij werd op 7 september beëdigd. Bas van 't Wout was op 2 juni met ziekteverlof gegaan vanwege een burn-out en werd vervangen door Jan Klink; Klink werd echter een permanent lid toen Dilan Yeşilgöz-Zegerius haar zetel opgaf, waardoor een zetel voor Verkuijlen beschikbaar kwam. Verkuijlen verliet de Hilversumse gemeenteraad op 15 september. Hij is lid van de vaste commissie voor Justitie en Veiligheid en woordvoerder van de VVD op het gebied van justitieel jeugdbeleid, aanpak recidive, criminaliteitspreventie, criminaliteitsaanpak mensenhandel en prostitutie, de Raad voor de Kinderbescherming, de Raad voor Strafrechtstoepassing en Jeugdbescherming en Malaysia Airlines-vlucht 17. Van 't Wouts verlof zou na 22 september aflopen, maar werd verlengd tot en met 11 januari 2022. Op 18 januari van dat jaar werd hij opnieuw beëdigd tot Tweede Kamerlid als gevolg van het opstappen van Mark Rutte om premier van het kabinet-Rutte IV te worden.
Verkuijlen hield zijn maidenspeech op 12 mei 2022 tijdens een debat over de uithuisplaatsingen ten gevolge van de toeslagenaffaire. Dit leidde tot enige verontwaardiging omdat het gebruik dat andere Kamerleden niet interrumperen tijdens een maidenspeech ongepast werd geacht tijdens een debat over de affaire. Verkuijlen beantwoordde na de lunchpauze alsnog de vragen en noemde het een inschattingsfout om geen interrupties toe te laten.
Bij de gemeenteraadsverkiezingen in maart 2022 was Verkuijlen een van de lijstduwers van de VVD in Hilversum. Op 5 december 2023 nam hij afscheid van de Tweede Kamer.
Op 14 mei 2025 werd Verkuijlen wederom Tweede Kamerlid, ditmaal als opvolger van Jacqueline van den Hil.

## Privéleven
Verkuijlen heeft een vrouw en twee dochters.